# Oedematopoda ignipicta
Oedematopoda ignipicta is een vlinder uit de familie Stathmopodidae. De wetenschappelijke naam van de soort is voor het eerst geldig gepubliceerd in 1881 door Butler.